# Eble de Sanhas
Eble de Sanhas (fl. tercer quart del segle xii) fou un trobador occità. Se'n conserva només una composició.

## Vida
No es tenen gaires dades sobre la vida d'aquest trobador i tampoc no se'n conserva cap vida que ens orienti sobre aquest tema. Pel nom, cal suposar que era originari de Sanhas, a l'Alvèrnia, i potser relacionat amb la família dels senyors de Sanhas. Ja que Pèire d'Alvernha li dedica una estrofa, l'onzena, en la seva galeria satírica, cal pensar que era un trobador conegut i reconegut en aquesta època (anys 60-70 del segle xii). Però només ens n'ha pervingut una composició: un partimen amb Guilhem Gausmar. També el trobem citat en una altra composició de Garin lo Brun anterior a 1162 (Nueyt e iorn suy en pessamen, 163,1). Per tant, cal concloure que aquest trobador és de mitjans del segle xii i és, doncs, un personatge diferent d'Eble d'Ussel amb qui a vegades es confon.

## Obra
- (128,1 = 218,1)[1] N'Eble, ar causetz la melhor (partimen amb Guilhem Gausmar)

### Edicions
- François Pirot, Le troubadour Eble de Saignes (avec des notes sur Eble de Ventadour et Eble d'Ussel), in:  Mélanges de langue et de littérature médiévales offerts à Pierre Le Gentil, Besançon, 1973, pàg. 641-660

### Repertoris
- Alfred Pillet / Henry Carstens, Bibliographie der Troubadours von Dr. Alfred Pillet […] ergänzt, weitergeführt und herausgegeben von Dr. Henry Carstens. Halle : Niemeyer, 1933 [Eble de Sanhas és el número PC 128]